# JBS (компания)
JBS GmbH & Co. — немецкая компания, производящая велосипеды и велосипедные комплектующие. Также компания занимается оптовыми поставками велосипедных комплектующих других компаний. Компании принадлежат торговые марки VORTRIEB™ и DRÖSSIGER™. Является официальным дистрибьютором компании Commençal.

У компании есть своя велосипедная команда — Firebike-DRÖSSIGER.

## История
- В 1996 году компания состояла из одного человека[5]
- В 1999 году в компании насчитывалось уже 5 сотрудников. Общая площадь помещений 800 м²[5]
- В 2000 году начато производство велосипедов по индивидуальным заказам. Начато производство колес. Количество сотрудников: девять
- 2002 г. Налажен полный цикл сборки колес. Сотрудников: пятнадцать
- 2004 г. Запуск бренда Drössiger™
- 2006 г. Приобретена установка для порошковой покраски. Количество сотрудников: двадцать пять
- 2010 г. Общая площадь складских помещений 5600 м². Количество сотрудников: сорок[5]